# Kyren Wilson
Kyren Wilson est un joueur anglais de snooker, passé professionnel en 2010. 
Il remporte son premier titre majeur en 2015, à l'occasion du Masters de Shanghai. Depuis, Wilson a remporté son premier titre de champion du monde en 2024, ainsi que huit autres tournois de classement parmi lesquels : le Masters d'Allemagne (2019 et 2025), le championnat de la ligue 2020, ou encore le Grand Prix de Xi'an 2024 et le championnat des joueurs 2025. Avant son titre de champion du monde, Wilson a échoué à deux reprises en finale de tournois de la triple couronne : au Masters 2018 et au championnat du monde 2020 ; finale qu'il perd très sèchement contre Ronnie O'Sullivan. Il perd une autre finale de Masters en 2025.
Les cinq breaks maximaux qu'il a réussi pendant sa carrière professionnelle ont été réalisés au championnat international 2017, à l'Open du pays de Galles 2020, au championnat du Royaume-Uni 2020, au championnat du monde 2023 et au championnat de la ligue 2024.

## Carrière

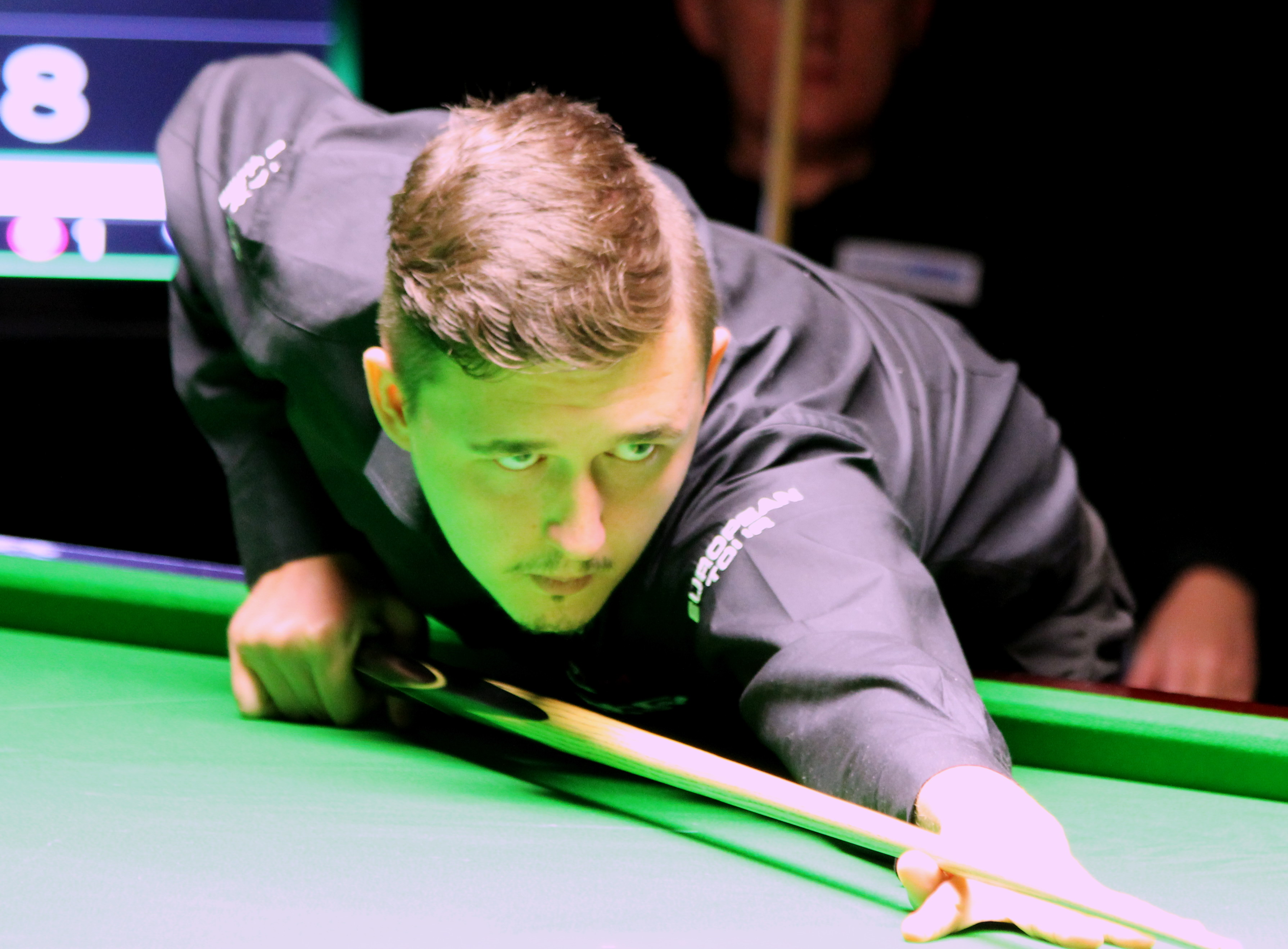
Kyren Wilson au classique Paul Hunter en 2014.

### Début de carrière (2010-2014)
Kyren Wilson passe professionnel en 2010, à l'issue d'une année constante sur la série internationale pour amateurs (PIOS) ; il finit au cinquième rang du classement du circuit après un titre et une finale perdue. Wilson se révèle en 2013, atteignant son premier quart de finale dans un tournoi classé lors du Masters de Shanghai. Il y bat à la suite Stuart Bingham (no 8 mondial) et Marco Fu (no 13 mondial). La même saison, il a un beau parcours sur un tournoi européen, allant jusqu'en huitième de finale. En 2014, Wilson fait ses débuts au Crucible Theatre mais il est éliminé dès le premier tour par son compatriote Ricky Walden. Il se distingue en passant les quatre tours de qualifications, dont une victoire face au champion du monde 2006, Graeme Dott. 

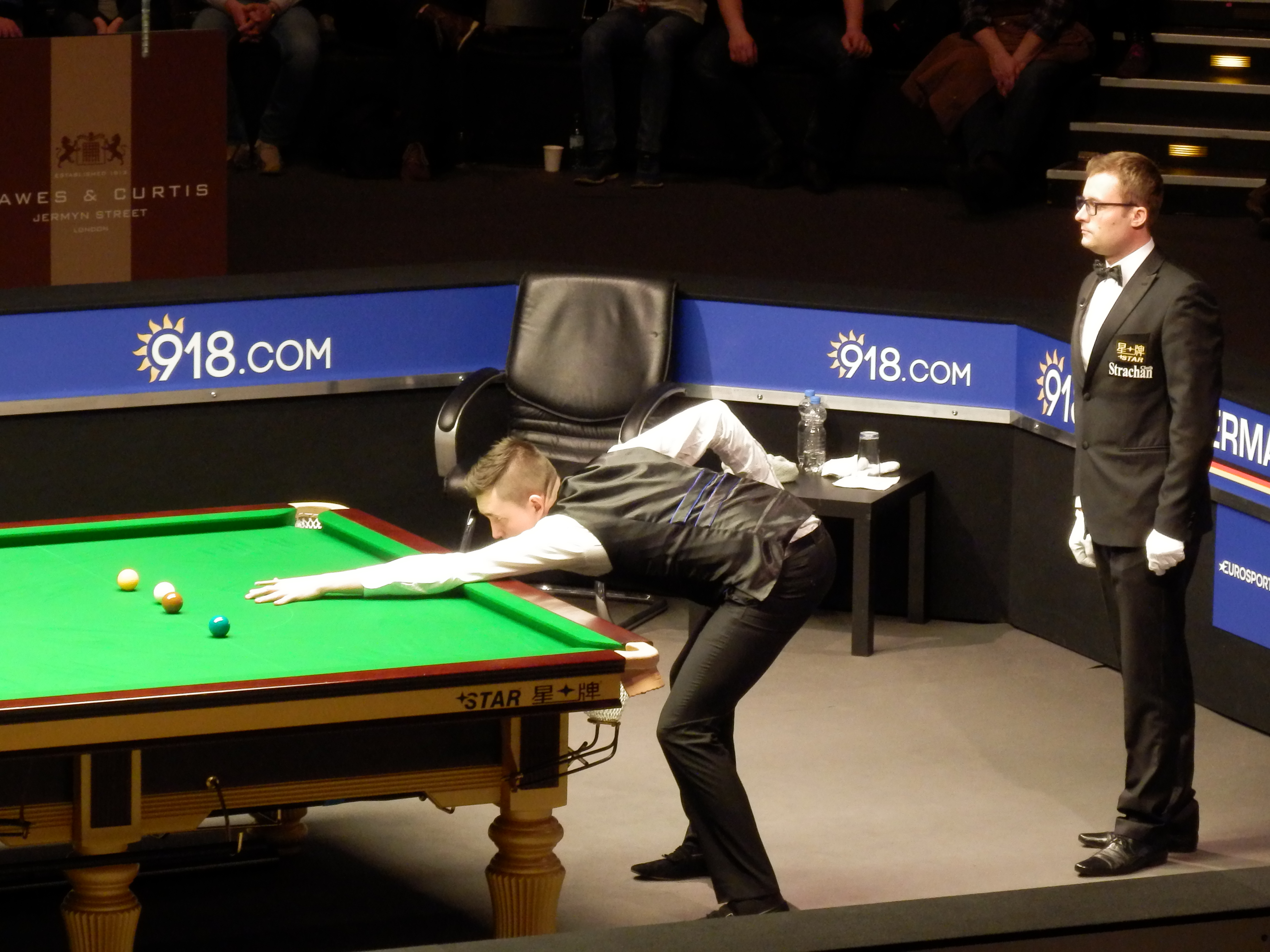
Wilson à la table, lors de sa demi-finale au Masters d'Allemagne 2016.

### Révélation et premier titre (2015-2017)
Classé 56e mondial, il remporte son premier tournoi de classement en 2015, à l'occasion du Masters de Shanghai, après s'être défait de Joe Perry (5-2), Michael Holt (5-1), Ding Junhui (5-4), Mark Allen (6-1) et Judd Trump en finale, sur le score de 10-9. Cette victoire surprenante permet à l'Anglais de se propulser au 22e rang mondial. Wilson aligne une nouvelle finale en 2016, battu par l'Écossais Anthony McGill à l'Open d'Inde (Hyderabad). En fin de saison, il remporte ses premiers matchs au championnat du monde, éliminant tour à tour Joe Perry et Mark Allen, pour rejoindre les quarts de finale où il est éliminé par le futur vainqueur de l'épreuve, Mark Selby, sur le score de 13-8. 
En 2017, il continue sa progression et dispute deux nouvelles finales : l'Open mondial et l'Open d'Angleterre. Il perd cependant ces finales, respectivement contre Ding Junhui et Ronnie O'Sullivan. Lors du Championnat international 2017, il réalise son premier break de 147 points en carrière, contre Martin Gould et s'incline sur le score de 6 à 5. En avril 2017, il est pour la deuxième année consécutive quart de finaliste au championnat du monde ; il est cette fois-ci battu par John Higgins, sur le score de 13 à 6.

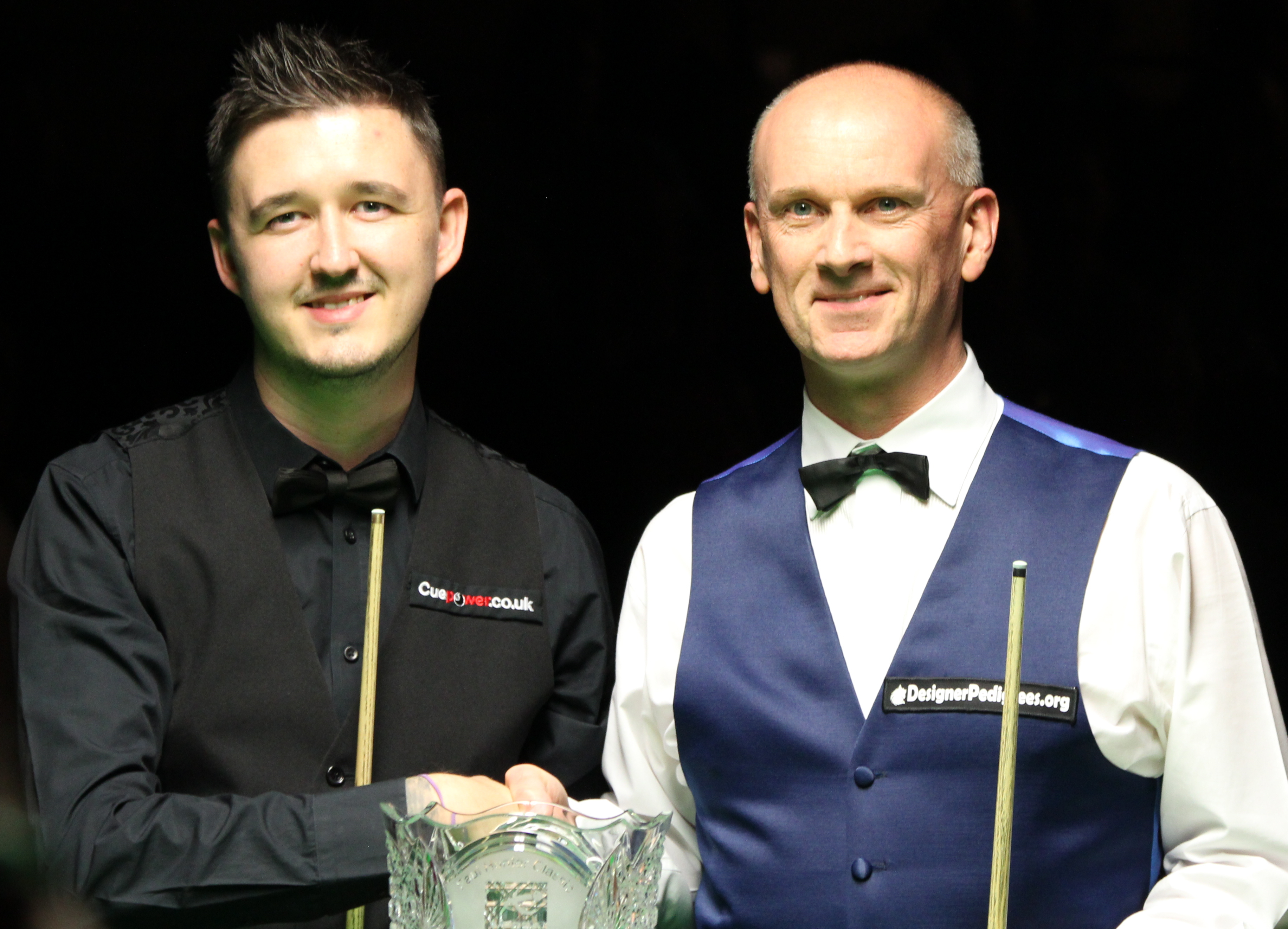
Kyren Wilson et Peter Ebdon avant la finale du classique Paul Hunter 2018.

### Installation parmi les meilleurs joueurs du monde (2018-2020)
L'année 2018 voit naître les premières grosses performances de Wilson sur les tournois majeurs (tournois de la triple couronne). Il est finaliste sortant du Masters, battu par Mark Allen 10-7. Pour ce faire, Wilson a bataillé pour éliminer à la suite Barry Hawkins, Mark Williams et Judd Trump. À noter qu'il s'agissait d'une première finale sur un tournoi de la triple couronne pour Wilson. Il est aussi pour la première fois demi-finaliste au championnat du monde, éliminé par John Higgins. Cette même année, il remporte également son deuxième titre classé au Classique Paul Hunter, signant un succès sur le revenant Peter Ebdon en finale. Seulement quelques jours après cette victoire, Wilson est sacré champion du monde de snooker à six bille à Bangkok (Thaïlande). Il perd ensuite en finale du champion des champions ; malgré une finale où il a accroché et même dominé Ronnie O'Sullivan, il s'incline à la manche décisive. Toujours en 2018, Wilson atteint son premier quart de finale au championnat du Royaume-Uni, mais est battu par Stuart Bingham. 
L'année 2019 est marquée par une nouvelle victoire sur un tournoi classé, au Masters d'Allemagne. En finale, Wilson s'impose sur l'Anglais David Gilbert, sur le score de 9-7, après avoir été mené 5-7. En fin de saison, il atteint un quatrième quart de finale consécutif au championnat du monde, s'inclinant cette fois-ci contre Gilbert.
En 2020, Wilson aligne la finale de l'Open du pays de Galles, signant au passage un 147 dans son match d'ouverture. Il s'incline sur le score sévère de 9-1 face à son compatriote Shaun Murphy. Quelques jours après cette performance, il est de nouveau finaliste sur un tournoi de classement ; l'Open de Gibraltar. Malgré une bonne finale où il signe plusieurs centuries, Wilson s'incline contre l'homme en forme, Judd Trump (4-3). Au cours de la saison 2019-2020, il perd encore une autre finale ; celle du Classique Paul Hunter. 

### Vice-champion du monde en 2020
Au championnat du monde 2020, Wilson profite du forfait de Anthony Hamilton pour accéder au deuxième tour de la compétition sans avoir à jouer. Il sort ensuite le qualifié Martin Gould pour rejoindre un cinquième quart de finale de suite au mondial. Opposé au tenant du titre Judd Trump, il réalise un match parfait et s'impose en dominant toute la partie (13-9). Sa demi-finale qui l'oppose à la surprise Anthony McGill débute difficilement ; il termine la première session avec quatre manches de retard. Il reprend ensuite le contrôle et finit même en tête après la troisième session, menant 13 à 11. A 16-16, « le guerrier » tient sa réputation et arrache la belle sur le score de 103 à 83 ; score commenté de « incroyable » par John Parrott. Il est finalement écrasé par un très bon Ronnie O'Sullivan. 

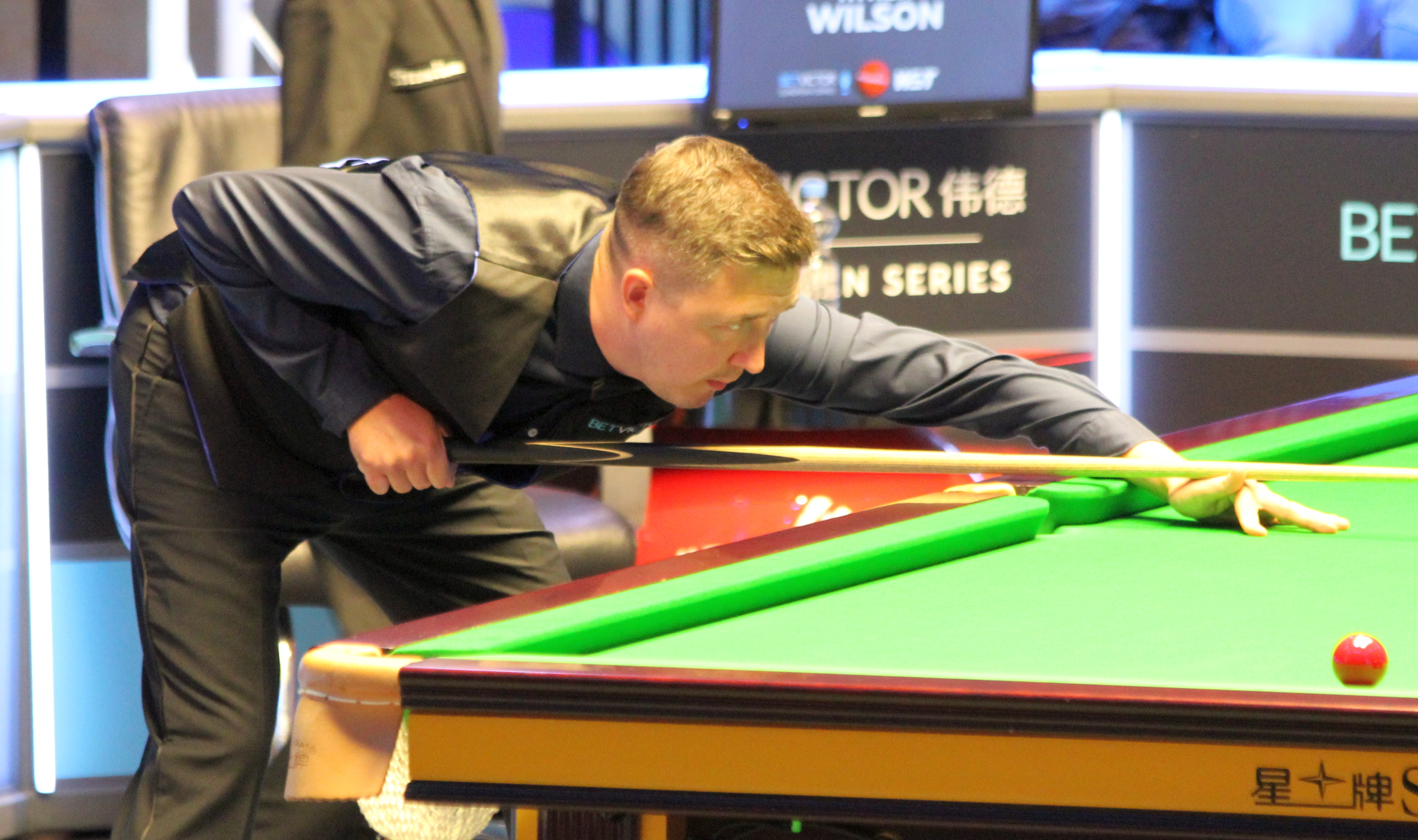
Kyren Wilson, vainqueur du Masters d'Europe en août 2022.

### Confirmation au plus haut niveau (2020-2023)
Wilson s'impose lors du premier tournoi classé de la saison 2020-2021, le championnat de la ligue, où il bat en finale Judd Trump qui restait sur une série de dix finales gagnées consécutivement. La suite de la saison est constante pour Wilson, qui renouvelle son titre au championnat de la ligue et qui, surtout, rejoint à nouveau le dernier carré au championnat du monde. Toutefois, il y est vaincu par Shaun Murphy malgré une large avance.  
La saison qui suit s'avère moins bonne pour l'Anglais, malgré une première demi-finale au championnat du Royaume-Uni, où il élimine Ronnie O'Sullivan avant d'être battu contre Luca Brecel. Sa seule finale lors de cette saison survient à l'Open de Gibraltar, l'un des derniers tournois au programme, mais il est battu par l'étonnant Robert Milkins qui décroche ici son premier titre classé après une carrière longue de 27 années. Au championnat du monde, il est sorti prématurément, au deuxième tour, lui qui restait sur six quarts de finale consécutifs. Wilson termine la saison en huitième position du classement. 
Kyren commence idéalement la saison suivante puisqu'il s'adjuge le titre au Masters d'Europe, son troisième en Allemagne, après des victoires notoires face à Shaun Murphy (5-3), Ali Carter (6-5) et Barry Hawkins en finale (9-3). En fin de saison, il s'incline en finale du championnat du circuit face à Shaun Murphy (10-7). 

### Champion du monde en 2024
Kyren Wilson réalise une saison fragile avant de se présenter au Crucible Theatre pour disputer le championnat du monde.
Profitant de l'élimination de ses principaux concurrents, Wilson s'adjuge son premier titre de champion du monde dans un tournoi qui, selon les spécialistes, n'aura pas été le plus spectaculaire de l'histoire. En finale, il se montre opportuniste face au 44e mondial, Jak Jones, s'imposant sur le score de 18-14, en ayant notamment plusieurs coups de réussite faisant l'objet de controverses auprès de Jimmy White et Alan McManus,. Il signe aussi quatre centuries lors de cette finale. Ce résultat lui permet de dépasser son meilleur classement, en devenant no 3 mondial. Quelques semaines après, il est battu en finale de la coupe internationale d'Helsinki.
Liste de ses matchs :
- 1er tour : 10 à 1 contre Dominic Dale
- 2e tour : 13 à 6 contre Joe O'Connor
- Quart-de-finale : 13 à 8 contre John Higgins
- Demi-finale : 17 à 11 contre David Gilbert
- Finale : 18 à 14 contre Jak Jones

Autres statistiques :
- Meilleur break : 129

### Confirmation
Au début de la saison suivante, Wilson propose un solide niveau de jeu pour s'adjuger son septième titre de classement, lors de l'édition inaugurale du Grand Prix de Xi'an, s'imposant notamment sur Ronnie O'Sullivan en demi-finale et Judd Trump en finale,. Ce succès fait déjà office de confirmation à son récent titre de champion du monde. Fin octobre, Wilson remporte également l'Open d'Irlande du Nord pour la première fois de sa carrière, s'imposant de nouveau contre Trump en finale.

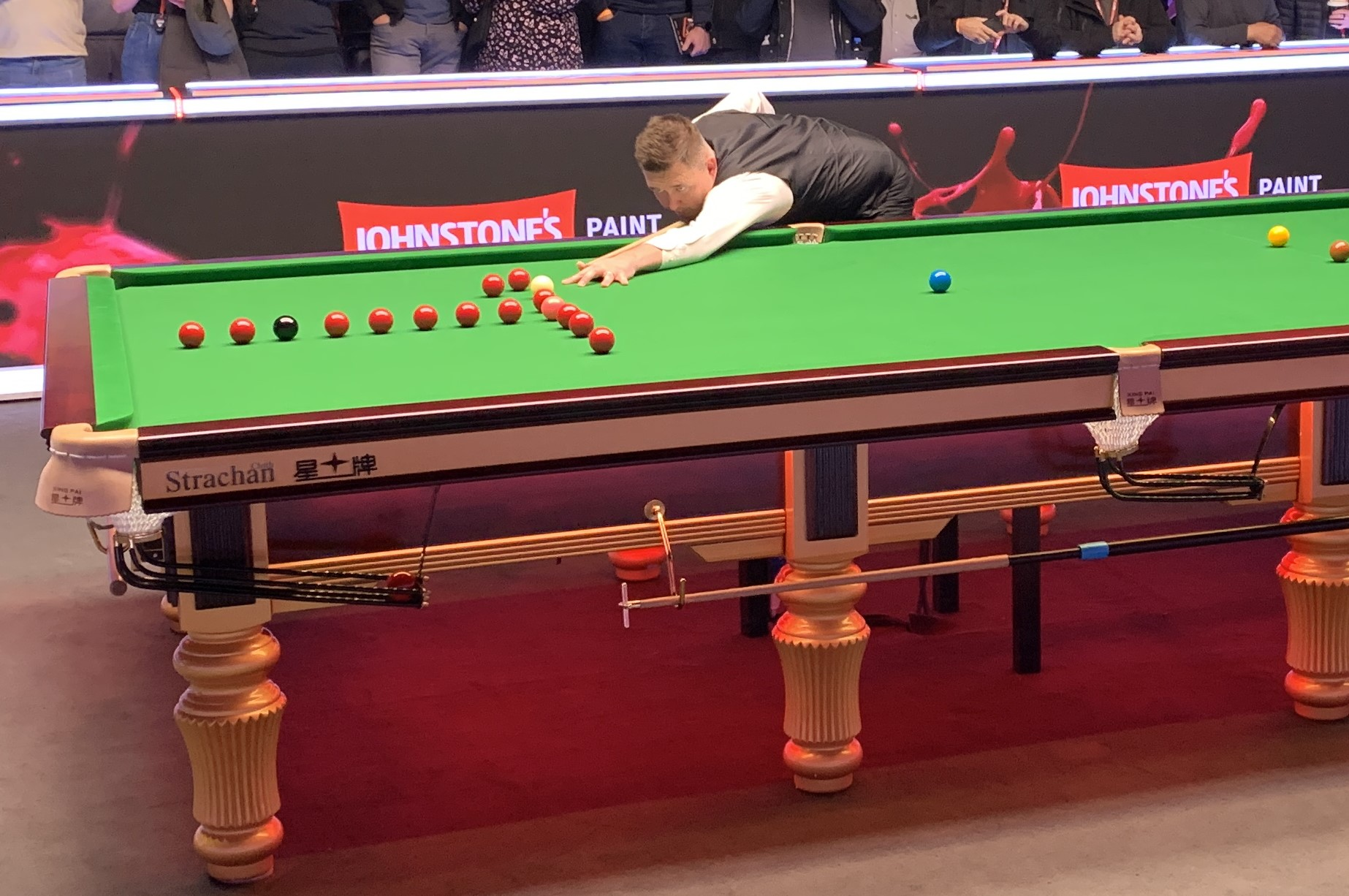
Kyren, travaillant le « line-up en T », à l'approche de sa finale au Masters.

En janvier 2025, il perd sa deuxième finale au Masters contre Shaun Murphy (10-7). Seulement quelques jours après, Wilson rejoint une nouvelle finale classée, lors du Masters d'Allemagne. Il y remporte son deuxième titre dans la capitale allemande et son quatrième outre-Rhin, vainquant Barry Hawkins au bout du suspense (10-9). Wilson continue de surprendre en atteignant une troisième finale consécutive, lors du championnat de la ligue (défaite contre Mark Selby).
Sur la dernière partie de la saison, Kyren accomplit des résultats au moins aussi convaincants, remportant le championnat des joueurs en éliminant quatre joueurs du top 10, dont le meilleur joueur du monde, Judd Trump, en finale, 10 à 9,,,.

Kyren entame bien la saison 2025-2026, remportant son deuxième titre au Masters de Shanghai, dix ans après son premier. Sur son parcours, il domine notamment Ronnie O'sullivan, ainsi que son dauphin au championnat du monde, Zhao Xintong,.

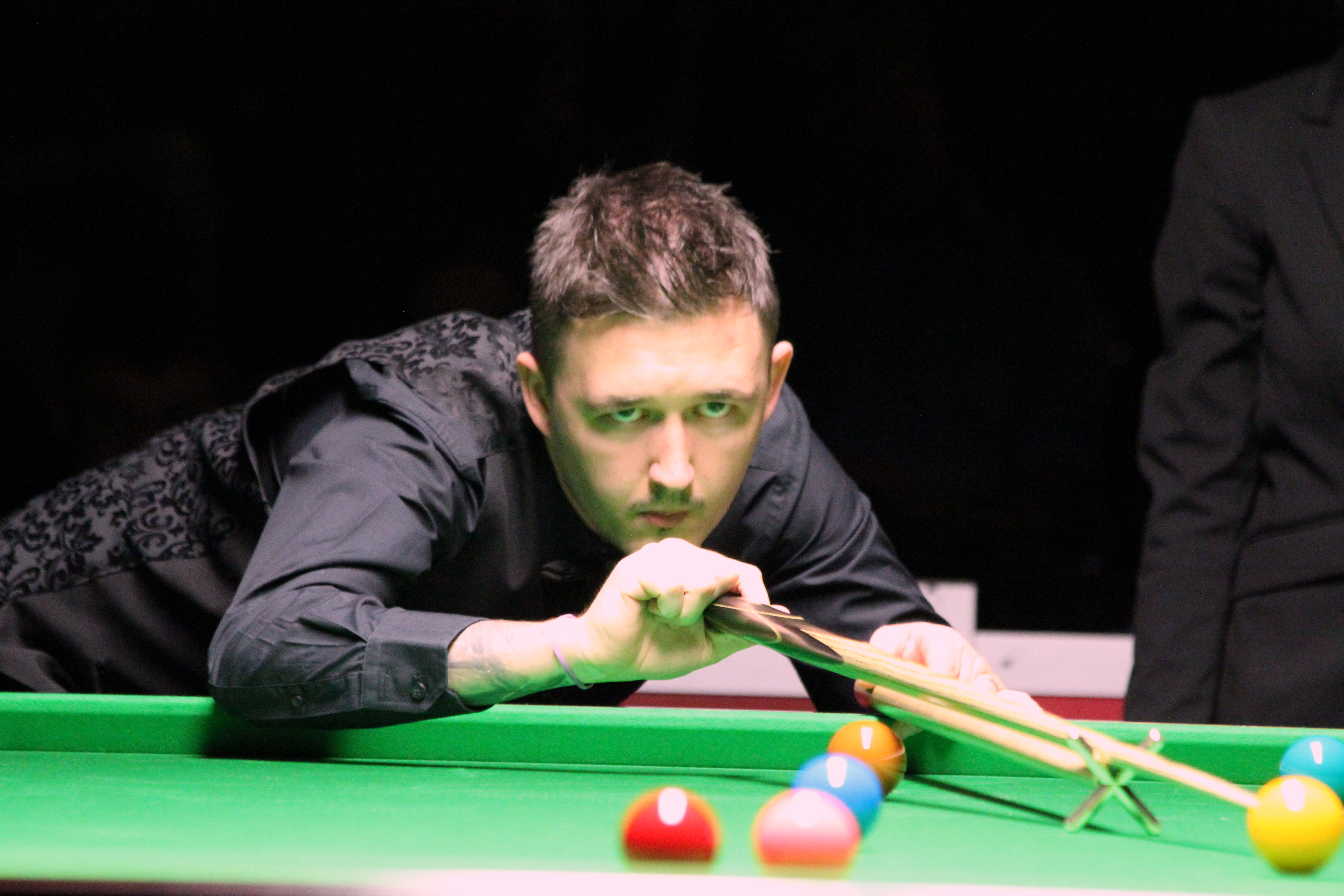
Wilson jouant avec le reposoir.

## Palmarès
| Légende | Catégorie                      | Titres                         | Finales                        |
|         | Tournois classés               | 10                             | 8                              |
|         | Tournois non classés           | 2                              | 6                              |
|         | Tournois pro-am                | 1                              | 0                              |
|         | Tournois alternatifs           | 1                              | 0                              |
|         | Tournois amateurs              | 1                              | 2                              |
| Gras    | Tournois de la triple couronne | Tournois de la triple couronne | Tournois de la triple couronne |

### Titres
| Saison    | Nom du tournoi                             | Lieu          | Finaliste      | Score | Tableau |
| 2009-2010 | Séries internationales Pontins (épreuve 6) | Prestatyn     | Liam Highfield | 6-4   |         |
| 2015-2016 | Masters de Shanghai                        | Shanghai      | Judd Trump     | 10-9  | Tableau |
| 2017-2018 | Jeux mondiaux                              | Wroclaw       | Ali Carter     | 3-1   | Tableau |
| 2018-2019 | Classique Paul Hunter                      | Fürth         | Peter Ebdon    | 4-2   | Tableau |
| 2018-2019 | Championnat du monde à six billes rouges   | Bangkok       | Ding Junhui    | 8-4   | Tableau |
| 2018-2019 | Masters d'Allemagne                        | Berlin        | David Gilbert  | 9-7   | Tableau |
| 2020-2021 | Championnat de la ligue                    | Milton Keynes | Judd Trump     | 3-1   | Tableau |
| 2020-2021 | Championnat de la ligue (2)                | Milton Keynes | Mark Williams  | 3-2   | Tableau |
| 2022-2023 | Masters d'Europe                           | Fürth         | Barry Hawkins  | 9-3   | Tableau |
| 2023-2024 | Championnat du monde                       | Sheffield     | Jak Jones      | 18-14 | Tableau |
| 2024-2025 | Grand Prix de Xi'an                        | Xi'an         | Judd Trump     | 10-8  | Tableau |
| 2024-2025 | Open d'Irlande du Nord                     | Belfast       | Judd Trump     | 9-3   | Tableau |
| 2024-2025 | Masters d'Allemagne (2)                    | Berlin        | Barry Hawkins  | 10-9  | Tableau |
| 2024-2025 | Championnat des joueurs                    | Telford       | Judd Trump     | 10-9  | Tableau |
| 2025-2026 | Masters de Shanghai (2)                    | Shanghai      | Ali Carter     | 11-9  | Tableau |

### Finales perdues
| Saison    | Nom du tournoi                             | Lieu      | Finaliste         | Score | Tableau |
| 2009-2010 | Séries internationales Pontins (épreuve 3) | Prestatyn | Paul Davison      | 4-6   |         |
| 2013      | Classique de snooker - Finale              | Inconnu   | David Gray        | 2-4   |         |
| 2016-2017 | Open d'Inde                                | Hyderabad | Anthony McGill    | 2-5   | Tableau |
| 2017-2018 | Open mondial                               | Yushan    | Ding Junhui       | 3-10  | Tableau |
| 2017-2018 | Open d'Angleterre                          | Barnsley  | Ronnie O'Sullivan | 2-9   | Tableau |
| 2017-2018 | Masters                                    | Londres   | Mark Allen        | 7-10  | Tableau |
| 2018-2019 | Champion des champions                     | Coventry  | Ronnie O'Sullivan | 9-10  | Tableau |
| 2019-2020 | Classique Paul Hunter                      | Fürth     | Barry Hawkins     | 3-4   | Tableau |
| 2019-2020 | Open du pays de Galles                     | Cardiff   | Shaun Murphy      | 1-9   | Tableau |
| 2019-2020 | Open de Gibraltar                          | Gibraltar | Judd Trump        | 3-4   | Tableau |
| 2019-2020 | Championnat du monde                       | Sheffield | Ronnie O'Sullivan | 8-18  | Tableau |
| 2021-2022 | Open de Gibraltar (2)                      | Gibraltar | Robert Milkins    | 2-4   | Tableau |
| 2022-2023 | Championnat du circuit                     | Hull      | Shaun Murphy      | 7-10  | Tableau |
| 2024-2025 | Coupe internationale de Helsinki           | Helsinki  | Ali Carter        | 3-6   |         |
| 2024-2025 | Masters (2)                                | Londres   | Shaun Murphy      | 7-10  | Tableau |
| 2024-2025 | Championnat de la ligue                    | Leicester | Mark Selby        | 0-3   | Tableau |